# Фадеев, Иван Иванович (генерал)
Иван Иванович Фадеев (30 января 1898, село Жадиновичи, Псковская губерния — 13 декабря 1954, Ленинград) — советский военачальник, командир полка, дивизии и корпуса в годы Великой Отечественной войны. Генерал-майор (04.06.1940).

## Начальная биография
Родился 30 января 1898 года в селе Жадиновичи.

## Военная служба

### Первая мировая и гражданская войны
С 1917 по 1918 годы служил в Русской императорской армии в чине рядового.
С октября 1918 года служил в рядах Красной Армии красноармейцем 120-го стрелкового полка в Порхове. В августе 1919 года был назначен на должность младшего командира 470-го пограничного стрелкового полка 53-й пограничной дивизии.
С мая 1920 года был курсантом и младшим командиром 5-х Петроградских командных курсов и 5-го Петергофского стрелкового полка, а с февраля 1921 года — курсантом и младшим командиром 65-х Евпаторийских командных курсов, в составе которых принимал участие в боях на Южном фронте.

### Межвоенное время
С декабря 1921 года учился, а затем командовал взводом на 63-х Симферопольских пехотных командных курсах. С сентября 1922 года служил на должностях командира взвода, помощника командира и командира роты в 144-м стрелковом полку (48-я стрелковая дивизия, Московский военный округ).
В 1929 году окончил «Курсы усовершенствования комсостава пехоты РККА Выстрел», и в декабре того же года был назначен на должность начальника штаба, а затем — на должность помощника командира по строевой части 8-го отдельного территориального батальона в составе 3-го стрелкового полка 3-й стрелковой дивизии. С февраля 1934 года повторно проходил обучение на Стрелково-тактических курсах «Выстрел», по окончании которых был назначен на должность руководителя учебной группы Московского учебного центра.
В 1935 году закончил разведывательные Курсы усовершенствования командного состава РККА. В январе того же года был назначен на должность командира 18-го отдельного разведдивизиона (18-я стрелковая дивизия, Ленинградский военный округ), в 1937 году — на должность командира 54-го стрелкового полка, а в апреле 1939 года — на должность командира 10-й стрелковой дивизии (Московский военный округ).
С августа 1939 года находился в составе контингента советских войск в прибалтийских республиках, а с июля 1940 года — в составе 10-го стрелкового корпуса (8-я армия, Прибалтийский военный округ).

### Великая Отечественная война
В начале Великой Отечественной войны 10-я стрелковая дивизия под командованием И. И. Фадеева принимала участие в приграничном сражении на Северо-Западном фронте и вела тяжёлую оборону на шяуляйском направлении, а затем отходила по направлению на Ригу и далее на Пярну. В июле на Северном фронте дивизия вела бои в полуокружении и в окружении на территории Эстонии, а затем оборонялась на рубеже Пярну — Тарту, где участвовала в отражении попыток противника высадить морской десант на побережье Рижского залива. Вскоре дивизия вела бои на ближних подступах к Ленинграду. В сентябре за низкое состояние дисциплины в дивизии и пьянство И. И. Фадеев был отстранен от должности и был осужден на 7 лет ИТЛ с отсрочкой исполнения приговора до окончания военных действии. В 1942 году судимость была снята.
В октябре 1941 года Фадеев был назначен на должность командира 35-го стрелкового полка (44-я стрелковая дивизия, Ленинградский фронт), а в декабре того же года — на должность командира 125-й стрелковой дивизии, которая вела оборону в районах городов Урицк (ныне часть Санкт-Петербурга), Пулково и Колпино. В январе 1944 года в ходе Ленинградско-Новгородской операции дивизия перешла в наступление, прорвала укреплённую оборону противника и освободила города Красное Село и Кингисепп. За отличие при освобождении Красного Села дивизии было присвоено почётное наименование «Красносельская» и была награждена орденом Красного Знамени, а командир дивизии И. И. Фадеев — орденом Суворова 2-й степени.
В марте – апреле 1944 года 125-я стрелковая дивизия участвовала в боях за расширение и удержание стратегически важного плацдарма на западном берегу реки Нарва в полосе немецкой оборонительной линии «Пантера». С 19 по 23 апреля 1944 года дивизия приняла участие в успешной оборонительной операции 8-й армии по отражению немецкой попытки уничтожить Нарвский плацдарм силами 5-и пехотных и 1-й  моторизованной дивизии. На заранее подготовленных оборонительных рубежах наши войска отразили за это время до 17 атак, нанеся врагу большие потери: было подбито и сожжено 70 танков, в т.ч. танков Тигр и уничтожено много другой боевой техники. Противник потерял до 20 000 в живой силе. На второй день немецкого наступления, 20.4.1944 года, главный немецкий удар был нанесен по позициям 125-й стрелковой дивизии. Попытка уничтожения стратегически важного плацдарма закончилась фактически провалом и противник вынужденно перешёл к обороне.
С использованием трофейных немецких фотографий, сделанных на Нарвском плацдарме в марте - апреле 1944 года (из архива NARA), издан фотоальбом.
23 апреля 1944 года И.И. Фадеев был назначен на должность командира 6-го стрелкового корпуса, в состав которого входила в это время 125-я стрелковая дивизия.
16 июня 1944 года корпус был передан в подчинение 23-й армии, участвовавшей в эти дни в Выборгской наступательной операции Ленинградского фронта.Управление 6 ск было передислоцировано из района реки Нарва на Карельский перешеек и уже 17.6.1944 года вступило в командование 13-й и 382-й стрелковыми дивизиями.  6-й стрелковый корпус принял участие в этой операции на правом фланге Ленинградского фронта.  За умелое руководство войсками корпуса на этом этапе операции генерал И. И. Фадеев был награждён орденом Кутузова 2-й степени.
Во время продолжения Выборгской наступательной операции 6-й стрелковый корпус принимал участие в боях межозёрном дефиле, в сражении на реке Вуоксе (Бои за Вуосалми) в июне—июле 1944 года. 15—18 июля 1944 года корпус отбивал попытки финских войск сбросить советские войска с плацдарма на левом берегу Вуоксы, окончившиеся неудачей для финнов. После завершения активных боевых действий на этом плацдарме корпус укреплял оборону и вёл позиционные бои до окончания боевых действий с Финляндией 5 сентября 1944 года.
После подписания Московского перемирия 19 сентября 1944 года 6-й стрелковый корпус выполнял задачу по охране государственной границы с Финляндией.
С декабря 1944 года И. И. Фадеев находился в распоряжении командующего войсками Ленинградского фронта, а с апреля 1945 года проходил обучение в Высшей военной академии имени К. Е. Ворошилова.
За время войны Фадеев был три раза упомянут в благодарственных в приказах Верховного Главнокомандующего.

### Послевоенная карьера
По окончании ускоренного курса Высшей военной академии имени К. Е. Ворошилова в июне 1946 года Фадеев был назначен на должность командира 22-й отдельной пулеметно-артиллерийской бригады, в июле 1947 года — на должность начальника отдела боевой подготовки 10-й гвардейской армии (Ленинградский военный округ). С марта 1948 года состоял в распоряжении командующего войсками Ленинградского военного округа, а в июле того же года был назначен на должность заместителя командира 23-го стрелкового корпуса (Северо-Кавказский военный округ).
В июле 1953 года генерал-майор И. И. Фадеев вышел в запас. Умер 13 декабря 1954 года в Ленинграде.

## Воинские звания
- майор (28.01.1936)
- полковник (12.02.1938)
- комбриг (4.11.1939)
- генерал-майор (4.06.1940)

## Награды
- Орден Ленина (21.02.1945[6]);
- Четыре ордена Красного Знамени (22.02.1938, 26.05.1943, 03.11.1944[6], 20.06.1949[6]);
- Орден Суворова 2-й степени (21.02.1944);
- Орден Кутузова 2-й степени (22.06.1944);
- Медали[7].

## Память
Похоронен на Всесвятском кладбище, г. Краснодар.